# Émile Jaques-Dalcroze
Émile Jaques-Dalcroze, született Émile Henri Jaques (Bécs, 1865. július 6. – Genf, 1950. július 1.) svájci zeneszerző, zenepedagógus.

## Munkássága
Kifejlesztette a „Dalcroze Eurytmics”-et, amely a mozgáson keresztül történő tanulás és a zene megtapasztalása volt. A „Dalcroze eurhythmics” befolyásolta Carl Orff pedagógiáját, amelyet az Egyesült Államokban használnak a zenei oktatásban.
Dalcroze módszere zenei koncepciókat tanít, gyakran mozgáson keresztül. A zenei koncepciókhoz használt mozgás analógok változatossága egy integrált és természetes zenei kifejezést alakít ki a hallgatóban. A test egy jól hangolt hangszer – Dalcroze feltűnése – a legjobb út volt ahhoz, hogy szilárd, élénk zenei alapot hozzon létre. A Dalcroze-módszer három, ugyanolyan fontos elemből áll: euritmia, szolfézés és improvizáció. Együtt, Dalcroze szerint, egy teljes zenész lényeges zenészképzését alkotják. Ideális szemléletmódban az egyes témákból származó elemek összeolvadnak, ami a kreativitásban és a mozgásban gyökerező tanítási megközelítést eredményezi.
Dalcroze 1892-ben kezdte pályafutását pedagógusként a Genfi Konzervatóriumban, ahol harmóniát és szolfézst tanított. A szolfézs kurzusaiban számos befolyásos és forradalmi pedagógiai elképzeléseit vizsgálta. 1903 és 1910 között Dalcroze elkezdte nyilvános bemutatását a módszereiről. 1910-ben a német iparosító Wolf Dohrn segítségével Dalcroze egy iskolát alapított Hellerau-ban, Drezda mellett, melyet módszerének tanítására szentelt. Sok zenész gyülekezett Hellerau-ba, köztük Serge Wolkonsky hercegnő, Vera Alvang, Valeria Cratina, Jelle Troelstra (Pieter Jelles Troelstra fia), Inga és Ragna Jacobi, Albert Jeanneret (Le Corbusier testvére), Jeanne de Salzmann, Marie Rambert, Anita Berber és Placido de Montelio. Az első világháború kitörésekor 1914-ben az iskolát elhagyták. A második világháború után az ő ötletei alapján felvették tantárgynak a "zene és mozgás" órákat a brit iskolákban.

## Életrajza

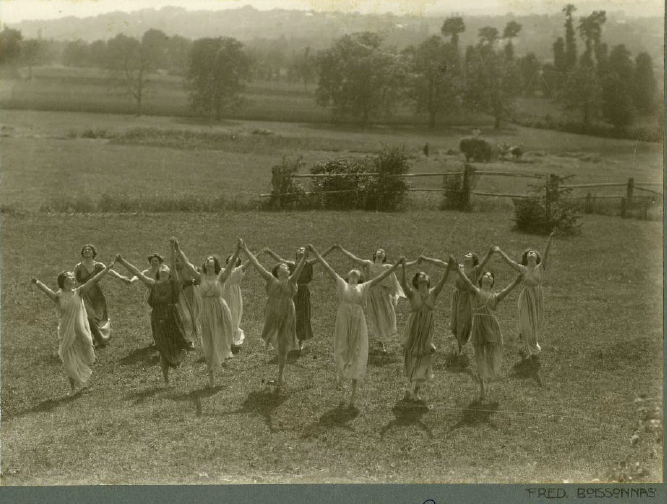
Jacques-Dalcroze hallgatói a Le Grand-Saconnex ben 1909-ben

Émile Henri Jaques néven született, utóbb Émile Jaques-Dalcroze-ra változtatta. Anyja, Julie Jaques zenetanár volt, ezért gyerekkora óta kapcsolatban áll a zenével. Természetesen az anyja befolyása alatt Dalcroze hivatalosan is elkezdte zenei tanulmányait még a korai éveiben. Tíz éves korában családja Genfbe költözött, Svájcban, 1877-ben Dalcroze csatlakozott a Conservatoire de Musique-hoz (zenei konzervatórium). A Genfi Főiskolán is tanult, ami nem érdekelte. Dalcroze "Börtönnek" tartotta a kollégiumot, ahol az oktatásban alapvetően olyan szabályok voltak, amelyek nem aggódtak a diákok érdekei miatt.
1881-ben a Belles-Lettres Irodalmi Társaság tagja volt, egy olyan diákcsoporté, amely általánosságban a színjátszás, írás, és a zene előadásával foglalkozott. Abban az időben Dalcroze jobban kötődött a kompozíciókhoz. 1884-ben Léo Delibes-bel és Gabriel Fauré-val foglalkozott. Ugyanebben az évben a Comédie-Française tagja volt. Továbbá Mathis Lussy-nál tanult, amely a ritmikus fejlődésének folyamatát befolyásolta. 1886-ban Algériában volt karmester, ahol felfedezte az arab népzenét. Ezzel a zenével kapcsolatban Dalcroze észrevette, hogy a ritmikus kifejezésnek különböző világai vannak, ahol mindegyikük különleges írásmódot, valamint egyedi előadói stílust igényelne. Ennek megfelelően újfajta zenei jelölést fejlesztett ki. 1887-ben a bécsi Konzervatóriumba ment, ahol Anton Brucknerrel tanult.
1892-ben a Genfi Művészetek Konzervatóriumába iratkozott be, de 1910-ben elhagyta a Konzervatóriumot, és létrehozta saját iskoláját Hellerau-ban, Drezda közelében. A XX. Században a modern tánc nagyszerű képviselői jártak az iskolába, többek között Kurt Jooss és Hanya Holm, Rudolf Laban, Marie Rambert, Uday Shankar és Mary Wigman. 1911-ben, Sergei Volkonsky herceg meghívta Dalcroze-t és tanítványait, hogy mutassák be munkájukat Szentpéterváron és Moszkvában. 1914-ben visszatért Genfbe, hogy új intézetet indítson, 1920-ban az iskolát Hellerau-ból Laxenburgba helyezték át Bécs mellé. Az iskolát azonban bezárták a nácik. Genfben halt meg 1950. július 1-jén.

## Oktatási filozófia
Az intenzívebb ritmikus élmények keresése során Dalcroze néhány kérdést vetett fel. Először is megkérdőjelezte, hogy miért tanították a zeneelméletet és a jelölést absztrakcióknak, elszigetelve a hangtól, a mozgásoktól és az érzelmektől, amelyeket képviseltek. Ráadásul a zongorista például megkérdezte, hogy a professzorok által tanított ujj technikát teljes zenei oktatásnak tekinthetik-e. Végül pedig izgatta, hogy az igazi zenész jellemvonása ritkán tapasztalható egy zenei osztályban.
Dalcroze úgy gondolta, hogy az első olyan eszköz, amelyet a zenében kell kiképezni, a test. Olyan technikákat fejlesztett ki, amelyek kombinálják a hallást fizikai reakcióval, és fizikai választ adnak az éneklés és a zene olvasása során. Számtalan kísérletet folytatott diákjaival, akik segítettek a tanulás és a zenei érzés folyamatában. Célja az volt, hogy kifejlessze a belső fület, hogy megkönnyítse a zenei gondolkodást, az olvasást és az írott zenét egy eszköz segítségével. Miközben továbbra is felépítette módszertanát, megfigyelte a diákjait, és észrevette, hogy azok a diákok, akik nem tudtak időben játszani a zenei világban, képesek voltak időben járni a való világban. A gyaloglás teljesen spontán és könnyű volt. Megfigyelte, hogy a legjobb diákok közül néhányan a lábukkal ütik a ritmust, vagy a fejükkel és a testükkel válaszolnak a zenére. Ez a fizikai válasz természetes és közös volt minden korosztály és kultúra számára.
Ráadásul észrevette, hogy a diákok megváltoztatják mozgásaikat, ha követik a zene ritmusát és fizikailag reagálnak a zene felütéseire. Az izmaikat a kifejezések végével is lazították. Úgy tűnt, mintha a zenét hallva, érezve a hatását, maguk a diákok lennének az eszközök, nem a zongora.

## Dalcroze és az euritmika
Dalcroze észrevette, hogy a hallgatóknak mechanikus megértésük van a zenei megértés helyett. Nem tudták hallani azokat a harmóniákat, amelyeket a zeneelmélet órákon írtak, és nem tudtak egyszerű dallamokat és akkordszekvenciákat létrehozni. Ez a zenei érzékenység hiányához vezetett, ami problémákat okozott a teljesítményben. Törekedett arra, hogy megtalálja a módját, hogy segítsen a hallgatóknak olyan készségek kifejlesztésében, amelyek képesek arra, hogy jobban érezzék magukat, hallják, alkossák, képzeljék el, kapcsolják össze, memorizálják, olvassák és írják a zenét. Dolgozott annak érdekében, hogy megmentse a tanulókat az elme és test közötti konfliktusoktól, az érzéstől és a kifejezéstől.
Dalcroze rájött, hogy az érzékekhez jobban kapcsolódó zenei szempontok a ritmus és a mozgás. Felismerte, hogy a zene három elemének – a hangmagasság, a ritmus és a dinamika – közül az utolsó kettő teljes mértékben függ a mozgástól. Megtalálta a legjobb modelleket az izomrendszerben is. Számára minden tempó a testen keresztül megtapasztalható, érthető és kifejezhető. Úgy érezte, hogy a zenei érzelmek lelkesedése a fizikai érzések élességétől függ. Meg volt győződve arról, hogy az intenzív meghallgatás és a test válaszai generálják, és ellazítják az erős zenei erőt.
Dalcroze-nak szüksége volt egy laboratóriumra, hogy tesztelje elméleteit. A diákokkal való munkában elhatározta, hogy felveszi saját munkaterületét. Elkezdett elveket követni, stratégiákat tanítani, stílusokat és módszereket oktatni, amelyek a zenét praktikus oktatási eszközzé alakíthatnák. Az általuk kifejlesztett elvek és módszerek egyediek és újak voltak, ezért különleges nevet adtak: euritmia.
Kezdetben Dalcroze úgy gondolta, hogy a megoldás sok problémára az alapvető zenész-tanításban lenne: az összehúzódás és elernyedés konkrét időben (a hang vagy az idő sebességére), egy adott térben (egy hangzás időtartamában), és egy adott erővel (a hang energia dinamikájára) történne. Így egy új sorozatgyakorlaton dolgozott, amely célja, hogy segítsen a tanulóknak a metrika és az ösztönök által megfogalmazott érzékelésük által a mozgás számos ritmusából eredő ösztönével. Aztán javasolta, és arra ösztönözte a diákokat, hogy sétáljanak úgy, ahogy érzik a zene impulzusát. Meglepő módon a diákok eltérő módon, és különböző tempóban kezdtek el sétálni. Ezért azt a következtetést vonta le, hogy az emberek ritmikája kifejező jellegű volt a sebesség, a pontosság és a teljesítmény céljának elérésében. Rájött, hogy létezhet valamilyen gyors kommunikációs rendszer az agyban, amely megérti és elemzést végez a dolgozó izmok között- egy rendszer, amely a test teljesítményét vizsgálja és az információkat javítja.

## A Dalcroze euritmika célkitűzései
1. Mentális és érzelmi: tudatosság, koncentráció, társadalmi integráció, az árnyalatok kialakulása és kifejezése.
2. Fizikai: a teljesítmény könnyebbé tétele, a teljesítmény pontosabbá tétele, személyes teljesítmény kifejlesztése.
3. Zenei: gyorsaság, pontosság, kényelem, kifejező személyes válasz a hallgatásra, elemzésre, írásra és improvizációra.

### Dalcroze Euritmikus gyakorlatok 3 fogalom
Euritmika – Zenei kifejezés a mozgáson keresztül; a zenei készségek fejlesztése a kinetikus gyakorlatokon keresztül. A diákok megtanulják a ritmust és a szerkezetet, azáltal, hogy hallgatják a zenét, és kifejezik azt, amit a spontán testi mozgáson keresztül hallanak.
Szolfézs – Segíti a fül-edzését és a látható-éneklés készségeinek fejlesztésében. Dalcroze fix tónusos szolfézs rendszereket használ fel, úgy vélve, hogy minden gyermek képes tökéletesen fejlődni.
Improvizáció – Eszközök, mozgás és hang használata.
A Dalcroze euritmika technikái
1905-ben Dalcroze több ezer játékot és gyakorlatot szervezett a gyönyörű zene, intenzív hallgatás és tudatosan improvizált mozgás összekapcsolásával. Elmondása szerint a professzornak képesnek kell lennie arra, hogy improvizálja a dalokat a zene-órán végzett tevékenységekre.
A Dalcroze által közelített mozgás: mozdulatok, testtartások és gesztusok, amelyek a tempót, az időtartamot, a dinamikát, a felütéseket és más olyan elemeket fejezték ki, amelyek ritmikus dolgokat állítanak elő.

## Módszerek és gyakorlatok
- 1913, 12 kleine melodische et rhythmische Studien, pour le piano, Simrock, Berlin
- 1913, 16 plastische Studien, pour le piano, Simrock, Berlin
- 1920, 20 Caprices and Rhythmic Studies pour le piano, Augener, London
- 1923, 50 Études miniatures de métrique et rythmique pour le piano, Senart, Párizs
- 10 mehrstimmen Gesange, ohne Worte zu plastischen Studien, Simrock, Berlin
- 3 Vocalises, Heugel, Párizs
- 6 Exercices pratiques d'intonation, Foetisch, Lausanne
- 6 Jeux rythmiques pour enfants et adolescents pour le piano, Heugel, Párizs
- 6 petites Pièces en rythmes alternés pour piano, Foetisch, Lausanne
- Esquisses rythmiques pour piano, Foetisch, Lausanne
- Exercices de disordination pour le piano, Enoch, Párizs
- La jolie musique, jeux et exercices pour les tout petits (chant), Huguenin, Le Locle
- Marches rythmigues, chant et piano, Foetisch, Lausanne
- Métrique et rythmique, 200 études pour piano, Lemoine, Párizs
- Moderne Tonleiterschule (avec R. Ruynemann), Chester, London
- Petites Pièces de piano avec instruments à percussion, Enoch, Párizs
- Rythmes de chant et de danse, piano et chant Heugel, Paris o. J., Heugel.

## Fordítás
- Ez a szócikk részben vagy egészben  az   Émile Jaques-Dalcroze című angol Wikipédia-szócikk ezen változatának fordításán alapul.  Az eredeti cikk szerkesztőit annak laptörténete sorolja fel. Ez a jelzés csupán a megfogalmazás eredetét és a szerzői jogokat jelzi, nem szolgál a cikkben szereplő információk forrásmegjelöléseként.